# Fejervarya greenii
Fejervarya greenii är en groddjursart som först beskrevs av George Albert Boulenger 1905.  Fejervarya greenii ingår i släktet Fejervarya och familjen Dicroglossidae. IUCN kategoriserar arten globalt som starkt hotad. Inga underarter finns listade i Catalogue of Life.